# Prognathodes guezei
Prognathodes guezei är en fiskart som först beskrevs av A. L. Maugé och Bauchot, 1976.  Prognathodes guezei ingår i släktet Prognathodes och familjen Chaetodontidae. IUCN kategoriserar arten globalt som otillräckligt studerad. Inga underarter finns listade i Catalogue of Life.